# リージョン・オブ・スーパーヒーローズ
リージョン・オブ・スーパーヒーローズ（英: Legion of Super-Heroes）は、DCコミックスの出版するアメリカン・コミックスに登場する架空のスーパーヒーローチーム、及びコミックのタイトル。DCユニバースにおける30世紀のヒーローチーム。オットー・バインダーとアル・プラスティーノによって創造され、1958年の"Adventure Comics #247"で初登場した。

## 漫画作品
リージョン・オブ・スーパーヒーローズ (1958年のチーム)（Legion of Super-Heroes (1958 team)）
このシリーズの漫画作品の一つでリージョン・オブ・スーパーヒーローズの第一作である。
リージョン・オブ・スーパーヒーローズ (1994年のチーム)（Legion of Super-Heroes (1994 team)）
1994年に出版された漫画作品。
リージョン・オブ・スーパーヒーローズ (2004年のチーム)（Legion of Super-Heroes (2004 team)）
2005年に出版された漫画作品。

## メンバー
| - ライトニングボーイ - サターンガール - コズミックボーイ - カメレオンボーイ - インビジブルキッド - コロッサルボーイ - スターボーイ | - ブレイニアック5 - トリプリケートガール - シュリンキング・バイオレット - サンボーイ - バウンシングボーイ - ファントムガール - ウルトラボーイ |